# File control block
El File Control Block (bloc de control de fitxers) o FCB és una estructura de sistema de fitxers en el qual es manté l'estat d'un fitxer obert. El FCB s'origina del CP/M, i també està present en la majoria de les variants del DOS. Un FCB complet té 36 bytes de longitud; a les primeres versions de CP/M, era de 33 bytes.
Els significats dels diversos camps del FCB difereixen entre CP/M i MS-DOS, i també depenent de quina operació s'està realitzant. Els següents camps tenen un significat coherent:
| Offset | Mida en bytes | Contingut                                                                                          |
| ------ | ------------- | -------------------------------------------------------------------------------------------------- |
| 00     | 1             | número de la unitat - 0 per defecte, 1 per a A:, 2 per a B :,...                                   |
| 01     | 8             | Nom del fitxer i tipus de fitxer - junts formen un nom de fitxer 8.3                               |
| 09     | 3             | Nom del fitxer i tipus de fitxer - junts formen un nom de fitxer 8.3                               |
| 0C     | 20            | Depèn de la implementació - s'inicialitza a zero abans d'obrir el FCB                              |
| 20     | 1             | Número de registre a la secció actual del fitxer - s'utilitza quan es realitza un accés seqüencial |
| 21     | 3             | Número de registre a utilitzar en l'acompliment d'accés aleatori                                   |

## Ús
En CP/M i MS-DOS 1 (que no inclouen el suport a directoris), l'FCB és l'únic mètode d'accés als fitxers. Quan es van introduir els directoris en el MS-DOS 2, FCB va ser substituït per descriptors de fitxers.
FCB va ser suportat per totes les versions de MS-DOS i Windows fins a la introducció del sistema de fitxers FAT32. Windows 95, Windows 98 i Windows Me no admeten l'ús de FCB en unitats FAT32, excepte per llegir l'etiqueta de volum. Això va fer que algunes antics aplicacions de DOS, incloent WordStar, fallen en aquestes versions de Windows. L'emulador DOSEMU implementa la interfície FCB correctament, i és una forma d'executar els programes més antics.